# 음악 오딧세이 최혜윤입니다
음악 오딧세이 최혜윤입니다는 CJB Joy FM에서 DJ 최혜윤이 진행하는 음악 프로그램이다.
| CJB JOY FM        |                            |                            |
| 이전              | 음악 오딧세이 최혜윤입니다 | 다음                       |
| 배성재의 텐       | 음악 오딧세이 최혜윤입니다 | 아름다운 시간 최지현입니다 |
| 밤 10시 ~ 밤 11시 | 밤 11시 ~ 밤 12시          | 밤 12시 ~ 밤 1시           |
|                   |                            |                            |